# Cominella regalis
Cominella regalis är en snäckart som beskrevs av Richard C. Willan 1978. Cominella regalis ingår i släktet Cominella och familjen valthornssnäckor. Inga underarter finns listade i Catalogue of Life.